# Virgen de Soriano
La Virgen de los Dolores de Soriano es una Advocación mariana de culto Católico. Es una imagen de la Virgen María de madera policromada muy venerada en la zona del bajío mexicano coronada por monseñor Don Alfonso Toris Cobián en 1964 y posteriormente nombrada Excelsa patrona de la diócesis de Querétaro por parte de la crongregacion para el culto divino en el año del señor 1969 en el año de 2009 se proclamó al santuario de Soriano con solemnidad basílica menor de la bienaventurada virgen de los Dolores de Soriano siendo el santuario Mariano más visitado del Estado de Querétaro y del Bajío mexicano.

## Devoción
Su templo se encuentra en el municipio de Colón (Querétaro) en el barrio de Soriano de la cabecera municipal de esa misma localidad. La advocación de La Virgen de Los Dolores de Soriano fue declarada patrona de la diócesis de Querétaro. En 2009 el Papa Benedicto XVI concedió al templo el título de Basílica menor. 
La escultura de la Virgen María ha sido venerada por más de trescientos años en esa localidad en lo que fuera la misión chichimeca de Santo Domingo de Soriano, una de las más prósperas de las misiones queretanas. La zona fue considerada por muchos años como la puerta de entrada a la sierra gorda queretana.